# Histoire du pont élévateur
 (septembre 2021).

## Les premiers ponts élévateurs pour voitures
L'histoire des ponts élévateurs commence en fait en 1925, à Memphis, Tennessee, grâce à Peter Lunati. Peter Lunati a grandi en travaillant comme mécanicien automobile au début du XXe siècle, et après son retour de la Première Guerre mondiale, il a ouvert son propre atelier de réparation automobile. Peu de temps après, Lunati a commencé à remarquer que le travail sur des véhicules utilisant des rampes et des nids-de-poule était lent et inefficace, c'est pourquoi il a commencé à réfléchir à des solutions pour remédier à ce problème.
L'idée du premier pont élévateur lui est venue lors d'une visite chez le coiffeur, lorsqu'il a remarqué à quel point il était facile pour le coiffeur de soulever et de manœuvrer la chaise sur laquelle il était assis. Partant de cette idée, Peter Lunati a conçu et construit en 1925 son premier modèle d'élévateur hydraulique pour voitures, qu'il a appelé "Rotary", en raison de sa capacité à pivoter à un angle de 360 °. C'était une fonction qui serait considérée comme inutile à l'heure actuelle, mais qui était très importante pour les travaux sur les véhicules de l'époque, car beaucoup d'entre eux étaient encore conçus sans marche arrière. Par conséquent, du fait de sa capacité à pivoter à 360°, un véhicule sans marche arrière pouvait être monté sur l'élévateur puis facilement repositionné pour sortir de l'atelier.
L'élévateur de Lunati utilisait un cylindre central sur lequel était montée une plate-forme à deux traverses sur laquelle le véhicule était conduit avant de se soulever. Ainsi, nous pouvons dire que le premier modèle d'élévateur pour voitures était un élévateur à vérin, bien que l'élévateur de Lunati était très différent des élévateurs à vérins d'aujourd'hui. Cet élévateur utilise un moteur externe pour pomper le fluide hydraulique dans l'engin de levage, c'est pourquoi cet élévateur nécessite des installations de tuyauterie et des efforts de maintenance considérables, ce qui augmente la complexité de la conception. Malgré toutes ses lacunes, ce premier modèle d'élévateur de voiture a donné lieu à une vague d'innovations dans l'industrie de la réparation, des innovations qui allaient perfectionner et améliorer l'élévateur de Lunati, donnant naissance à de nouveaux types et modèles d'élévateurs, de plus en plus robustes et efficaces. Ainsi, les inventeurs et les fabricants du domaine ont rapidement découvert que le fait de placer le moteur à l'intérieur du vérin de levage supprimait le besoin d'installer des tuyaux externes et simplifiait la conception globale de l'élévateur.
Depuis lors, les ponts élévateurs ont subi de nombreux changements et améliorations, ce qui a conduit à l'émergence d'une grande variété de modèles, différents tant par leur fonctionnalité que par leur capacité de levage. En 1989, un modèle d'élévateur hydraulique à ciseaux a été breveté et dans les années 2000, un pont élévateur hydraulique à 4 colonnes est apparu sur le marché, capable de fonctionner avec de nombreux types de véhicules de poids et de tailles différents.